# 10616 Inouetakeshi
10616 Inouetakeshi è un asteroide della fascia principale. Scoperto nel 1997, presenta un'orbita caratterizzata da un semiasse maggiore pari a 2,6267804 UA e da un'eccentricità di 0,1900067, inclinata di 2,87463° rispetto all'eclittica.